# Apagomerina subtilis
Apagomerina subtilis là một loài bọ cánh cứng trong họ Cerambycidae.